# Turanoceratops
A Turanoceratops (jelentése 'turáni szarvarcú') a ceratopsia dinoszauruszok egyik neme, amely a feltételezés szerint a ceratopsidák közé tartozik. Fosszilis maradványai Üzbegisztánból, a Bissekty-formációból, a késő kréta korból (a késő turon alkorszakból), körülbelül 90 millió évvel ezelőttről származnak. Ha a ceratopsidák közé tartozott, akkor a család Észak-Amerikán kívüli néhány tagjának egyike volt, és a legkorábbi ceratopsidák képviselője.

## Osztályozás
A Turanoceratops a Ceratopsia alrendágba tartozik, a papagájszerű csőrrel rendelkező növényevő dinoszauruszok csoportjába (az ógörög eredetű név jelentése 'szarvarcú'), amely a kréta időszak során Észak-Amerika és Ázsia területén élt. A kréta időszak végén, mintegy 65 millió évvel ezelőtt az összes ceratopsia kihalt.
Egy Hans-Dieter Sues által vezetett 2009-es vizsgálat elemezte a Turanoceratops fosszilis leletanyagát, és arra következtetett, hogy a várakozásokkal ellentétben a Ceratopsidae család igazi (bár „átmeneti”) tagja. Ha ez igaz, akkor ez az állat az ázsiai ceratopsidákat képviseli. A publikáció megjelenésekor egyedinek számított, mivel az összes többi ceratopsia Észak-Amerikából vált ismertté. Egyes tudósok, például Andrew Farke nem értettek egyet Sues eredményeivel. Farke és kollégái egy független filogenetikus elemzést végeztek az újabb Turanoceratops fosszíliákon, és úgy találták, hogy az állat közeli rokonságban állt a Ceratopsidae családdal (a közvetlen testvércsoporttal), de valójában nem volt a klád tagja. Sues és Alexander Averianov kritizálta az elemzést, kijelentve, hogy Farke és kollégái félreértelmezték, vagy tévesen kódolták a fosszília egyes jellemzőit.

## Étrend
A többi ceratopsiához hasonlóan a Turanoceratops növényevő volt. A kréta időszak során a virágos növények elterjedése földrajzilag korlátozott volt a szárazföldön, így valószínű, hogy ez a dinoszaurusz az időszak uralkodó növényeit, a harasztokat, a cikászokat és a tűlevelűeket fogyasztotta, éles csőrével lecsípve a leveleket vagy a fenyőtűket.

## Fordítás
Ez a szócikk részben vagy egészben a Turanoceratops című angol Wikipédia-szócikk ezen változatának fordításán alapul.  Az eredeti cikk szerkesztőit annak laptörténete sorolja fel. Ez a jelzés csupán a megfogalmazás eredetét és a szerzői jogokat jelzi, nem szolgál a cikkben szereplő információk forrásmegjelöléseként.